# Schönbornstraße (Wiesentheid)
Die Schönbornstraße ist eine Innerortsstraße im unterfränkischen Markt Wiesentheid. Aufgrund ihrer historischen Bedeutung für den Ort wird sie in Teilen als Ensemble Schönbornstraße Wiesentheid vom Bayerischen Landesamt für Denkmalpflege unter Schutz gestellt.

## Lage innerhalb des Ortes
Die Schönbornstraße liegt in einiger Entfernung südlich des Schlosses und des Marienplatzes und damit außerhalb des mittelalterlichen Wiesentheid. Heute verbindet die schnurgerade Straße den Altort mit den Neubaugebieten um den Rouillac-Platz und den Sportplätzen ganz im Osten des bebauten Gebietes. Die Schönbornstraße entstand als ausgebaute Ortsverbindungsstraße nach Untersambach, das heute ein Wiesentheider Ortsteil ist. Das Ensemble umfasst lediglich den westlichen Teil der Straße (bis zur heutigen Hausnummer 26), der als erstes bereits im 18. Jahrhundert entstand.
Die Bahnhofstraße als historische Verbindung ins benachbarte Rüdenhausen begrenzt die Schönbornstraße im Westen. Von ihr zweigen (von West nach Ost) die Erweinstraße in Richtung Norden, die Steingasse in Richtung Süden, die Alte Abtswinder Straße in Richtung Süden, die Bachgasse in Richtung Norden und die Köglergasse in Richtung Norden ab. Die Schönbornstraße mündet schließlich im Osten in die Jahnstraße, die Grenze markiert der Bahnübergang der stillgelegten Bahnstrecke Kitzingen–Schweinfurt. Die Schönbornstraße umfasst heute 48 Hausnummern.

## Geschichte
Die Schönbornstraße geht auf eine zweite Welle der Barockisierung des Wiesentheider Stadtbildes im 18. Jahrhundert zurück. Unter dem zum Landesherrn aufgestiegenen Rudolf Franz Erwein von Schönborn wurde der Ortskern mit dem Schloss und den herrschaftlichen Bauten modernisiert, zugleich förderte die Herrschaft durch Darlehen die Erneuerung der teilweise noch aus dem Mittelalter stammenden Bürgerbauten. Insbesondere entlang der heutigen Balthasar-Neumann-Straße und dem Neßtfellplatz, der Ortsverbindung nach Prichsenstadt, war die barocke Überformung der Gemeinde in den 1750er Jahren weitgehend abgeschlossen. → siehe auch: Ensemble Schloss Wiesentheid
Mit dem Tod des Rudolf Franz Erwein im Jahr 1754 übernahm sein Sohn Joseph Franz Bonaventura von Schönborn-Wiesentheid die Herrschaft. Inzwischen war Wiesentheid ein Anlaufziel vor allem für sogenannte Kleingütler geworden, die im aufstrebenden Residenzort auf Arbeit hofften. Der junge Graf begann 1768 eine neue Straße südlich des Altortes anzulegen. Die Erweiterung firmierte unter dem Begriff „Neustadt“, wenn diese auch nur den heutigen Straßenzug der westlichen Schönbornstraße und einige südliche Hausnummern der heutigen Erweinstraße umfasste.

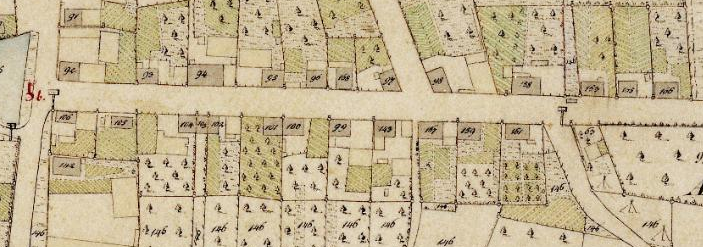
Die heutige Schönbornstraße auf dem Urkataster von 1833

In einem 1771 erschienenen Atlas vom Landvermesser Thaddäus Dückelmann nahm die heutigen Schönbornstraße zehn schmale Hofstellen ein. Sie endete an der heutigen Ecke Schönbornstraße/Erweinstraße. Unter seinem Sohn Hugo Damian Erwein von Schönborn-Wiesentheid (reg. 1772–1806) erweiterte man die Straße. Er errichtete eine Baukasse, um die Vergabe von Darlehen für Bauwillige zu professionalisieren. Nach der Vergabe der Gelder mussten die Bauherren sich nach den Vorgaben der gräflichen Bauinspektion richten. Die meisten Bauten in der Schönbornstraße datieren dann auch auf das beginnende 19. Jahrhundert.
Erst in der zweiten Hälfte des 20. Jahrhunderts erhielt die Schönbornstraße ihre heutige Ausdehnung, die im Osten von Einfamilienhäusern dominiert wird. Nach dem Zweiten Weltkrieg wies die Gemeinde Wiesentheid mehrere Neubaugebiete aus. 1969 begannen die Arbeiten an der Nikolaus-Fey-Grundschule. Um die Verbandsschule entstand ein Wohngebiet für das die Schönbornstraße nun die Verbindung zum Ortskern bildete. Heute haben sich im älteren Westteil kleinere Einzelhandelsgeschäfte angesiedelt. Der Osten wird von Ein- und Zweifamilienhäusern mit großen Vorgärten dominiert.

## Bedeutende Baudenkmäler
Die relativ breite Straße besitzt eine offene zweigeschossige Bebauung von Walmdachhäusern und ist mit einer Akazienallee bepflanzt. Viele Baulichkeiten wurden im 20. Jahrhundert verändert, sodass ihr ursprünglich barocker bzw. klassizistischer Aufbau heute kaum noch zu erkennen ist. Lediglich zwei Bauten entlang der heutigen Straße werden noch als Baudenkmal geführt. Das Haus Schönbornstraße 3 besitzt das typische Mansarddach des 18. Jahrhunderts. Beim Haus Schönbornstraße 25 handelt es sich um ein Walmdachhaus des frühen 19. Jahrhunderts.